# Pechina
Pechina ist eine spanische Gemeinde in der Comarca Metropolitana de Almería der Provinz Almería in der Autonomen Gemeinschaft Andalusien. Die Bevölkerung von Pechina bestand im Jahr 2024 aus 4.463 Einwohnern. 

## Geografie
Die Gemeinde grenzt an Almería, Benahadux, Huércal de Almería, Rioja, Tabernas und Viator. 

## Geschichte
Pechina, auf Arabisch Bajjāna genannt, war das Zentrum einer jemenitischen Kolonie während der Zeit des Umayyaden-Kalifats in Spanien. Die vor 886 gegründete, selbstverwaltete Kolonie war als ursh al-Yaman bekannt. Im Jahr 922 wurde sie in das Kalifat eingegliedert. Sie beaufsichtigte ein Ribat (Festung) und unterhielt eine eigene Flotte, die für Piraterie oder offizielle Raubzüge der Umayyaden eingesetzt werden konnte. Zwischen 939 und 944 nahm sie an vier Feldzügen gegen die Franken, Idrisiden und Fatimiden teil. Bis 955 wurde Pechina von Almería als Stützpunkt verdrängt. 

## Wirtschaft
Bedeutend ist die Landwirtschaft, insbesondere der Anbau von Zitrusfrüchten. 